# Borsalino (film)
A Borsalino egy 1970-ben bemutatott, színes francia-olasz bűnügyi film, gengszterfilm, Jacques Deray rendezésében, Alain Delon és Jean-Paul Belmondo első közös főszereplésével. 
Forgatókönyve Eugène Saccomano 1959-ben megjelent „Banditák Marseille-ben” (Bandits à Marseille) című dokumentumregényéből készült. A történet az 1930-as évek marseille-i alvilágában játszódik. Két fiatal, gátlástalan bűnöző egymásra találásáról és közös felemelkedéséről szól, melynek révén az egész város szervezett bűnözése a kezükbe kerül. A történet alapja két valódi olasz-francia gengszter élete, erősen finomítva és romantizálva.
A film óriási kasszasikert hozott (csak Franciaországban mintegy 5 millió fizető néző látta). 1974-ben Jacques Deray készített egy folytatást, Borsalino és társai címmel, amelyben már csak Delon szerepelt Belmondo nélkül, de ennek sikere meg sem közelítette az elsőét.

## Cselekmény

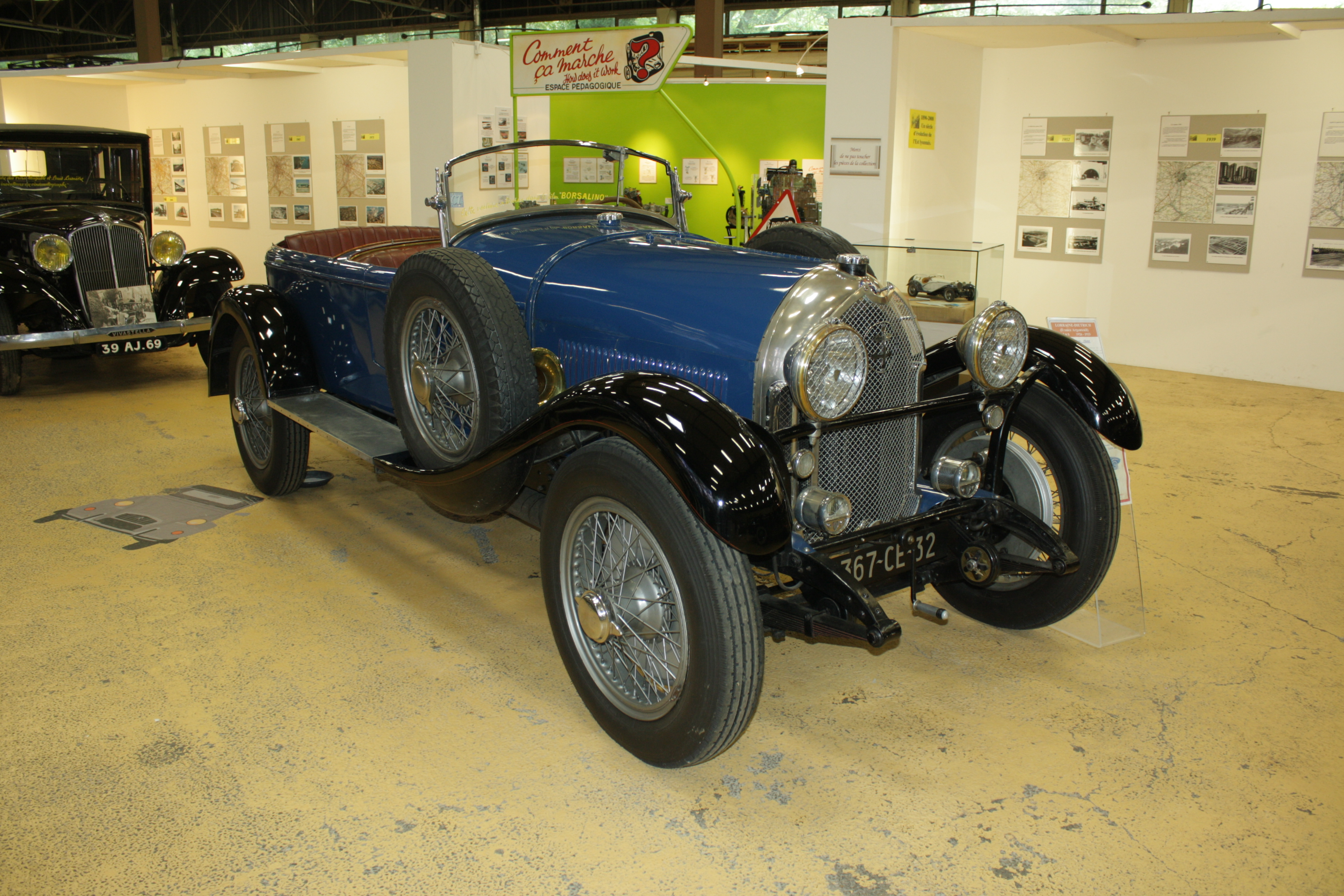
A filmben szereplő Lorraine-Dietrich B3 6S autómobil

Marseille, 1930. Az ifjú Roch Siffredit kiengedik a börtönből. Első útja egy bárba vezet, amelynek főnökéről, a „Táncos”-ról úgy gondolja, feladta őt a rendőrségen. Roch felgyújtja a „Táncos” üzletét, majd régi barátnőjének, Lolának felkutatásra indul. A lány azóta egy másik bandavezérrel, François Capellával jár. A két férfi összeverekszik, de nem bírnak egymással. Összebarátkoznak, Capella beveszi Siffredit az üzletbe. Lola főz mindkettőjükre. Első közös akciójuk egy favorit versenyló elrablása. Megbízójuk Boccace, az „apéritiv-király”, egy konkurens ló tulajdonosa. A csibészek maguk is felteszik egész honoráriumukat Boccace lovára, de mindent elvesztenek, mert egy harmadik ló nyer. Rájönnek, hogy dupla csavarról van szó, a nyertes ló Rinaldié, Bocasse barátjáé, a gengszter Marello ügyvédjéé, aki egész vagyont keresett a csaláson. A csibészek felkeresik Rinaldit és fenyegetéssel rákényszerítik, hogy elvesztett pénzük többszörösét térítse meg.
A fogadási csalás sikere hozza a következő megbízást. Rinaldi ügyvéd beviszi őket a „jó társaságba”. Rinaldi sógora, Escarguel halkereskedő meg akarja szerezni a város összes halpiacát. Megbízásából a két szélhámos szétveri a konkurens halpiacokat, beterelve mindenkit Escarguel érdekeltségébe. A rokkant Escarguel felesége, Rinaldi húga, a szép üzletasszony Simone vonzódik az elegáns Siffredihez, és segíti a kapcsolatépítésben. A két csibész megtudja, hogy a város húskereskedelmét Poli és Marello, a két „hentes” tartja kézben. Siffredi elhatározza, hogy erőszakkal átveszi a húsos üzletet, de Capella ezt veszélyesnek tartja, nem támogatja. Capella flörtölni kezd egy csinos fiatal lánnyal, Ginette-tel, akiről nem tudja, hogy a gengszter Poli barátnője. Poli első figyelmeztetésként összevereti Capellát, aki megsértődik és csatlakozik Siffredi tervéhez. Marello ügyvédje, Rinaldi hiába figyelmezteti őket, hogy ne húzzanak ujjat az igazi nagyfőnökökkel.
Siffredi és Capella bandája felgyújtja Poli húsraktárát. Ginette figyelmeztetni próbálja Capellát, hogy a terv kiszivárgott, de Poli megöli. A gyújtogatók csapdába esnek, tűzharcba keverednek a rájuk váró gengszterekkel. Több bandatag meghal, a maradék a hegyekbe menekül, Lolát és Siffredi anyját is magukkal viszik. A hegyekben új bandát toboroznak börtönviselt olasz nehézfiúkból, Thompson-géppisztolyokat vásárolnak, készülnek a bosszúra. Közben Marseille-ben Rinaldi ügyvédet helyettes polgármesterré választják.

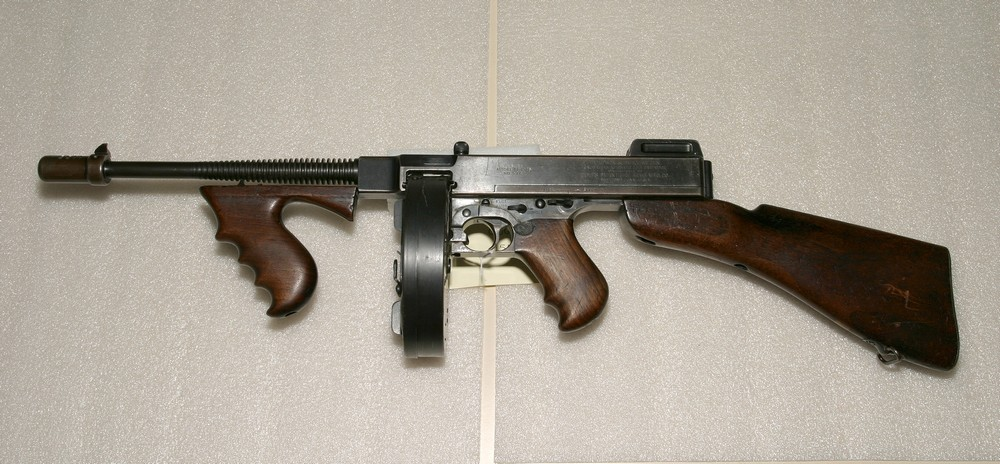
A filmben használt dobtáras Thompson-géppisztoly (1928)

Siffredi és Capella visszatér Marseille-be. Az utcán szitává lövik Polit. Rinaldit, a polgármester-helyettest megfenyegetik, hogy ezentúl ők vezetik várost, nekik kell engedelmeskednie. Poli társa, Marello elfogadja a helyzetet, de megköveteli, hogy csak Poli üzletét vehetik át, Marello saját területéhez nem nyúlhatnak. Ügyvédjét, Rinaldit sem irányíthatják.
Siffredi és Capella üzlete virágzik, övék a városban a prostitúció, a szerencsejáték, a kereskedelem. Poli régi könyvelője, a minden hájjal megkent Martial Roger is őket szolgálja. Főúri kastélyba költöznek, fényűző fogadásokat adnak. Amikor Rinaldo képviselőségre pályázik, Siffredi likvidálni akarja őt, mert a képviselőt, Marellóval a háta mögött üzleti kockázatnak tekinti. Capella türelemre inti barátját, mert tudja, ők lennének az egyetlen gyanúsítottak. Amikor Rinaldóra a teniszpályán ismeretlenek rálőnek, és súlyosan megsebesítik, Capella kérdőre vonja Siffredit, mert azt hiszi, ő tette. A rendőrség Capellát gyanúsítja, de a gengszter, mint mindig, most is megdönthetetlen alibit igazol.
A kórházban fekvő Rinaldit halálra késelik. Capella ismét Siffredit gyanúsítja, de Rinaldiné szerint Marello emberét, a „Táncost” látták a helyszínen. Siffredi és Capella megegyeznek, hogy a „Táncos” akar bosszút állni üzletének felégetéséért úgy, hogy manipulációval egymás ellen fordítsa a két ifjú gengsztert, és rávegye Marellót, hogy szabaduljon meg tőlük. Siffredi és Capella kibékülnek, a „Táncost” agyonlövik. Marello bérgyilkosokat küld Siffrediékre, több emberét lelövik. Siffredi és Capella végső leszámolást tervez: Marello kaszinójába mennek. Siffredit a testőrök megmotozzák, a fegyvertelen gengszter az íróasztalról felvett papírvágó késsel öli meg Marellót. Capella fegyveresei rablóbandának álcázva betörnek a kaszinóba, kifosztják a pénztárat és a vendégeket is. A két „meglopott” bandavezérnek ez biztosít alibit a gyilkosság vádja alól. Rinaldi helyett a maffiózók saját könyvelőjüket, Martial Rogert teszik meg polgármester-helyettesnek.
Siffredi győzelmi ünnepélyt rendez, de Capella bejelenti neki: egyiküknek el mennie Marseille-ből, nehogy a hatalom csúcsán egymás ellen forduljanak és legyilkolják egymást. Sorsot húznak, Capella távozik, de a házból kilépve merénylők szitává lövik, a kirohanó Siffredi karjai közt hal meg. A befejező képsorok kettejük boldog barátságának képeit idézik vissza. Az epilógus szerint „Roch Siffredi ezután eltűnt a városból, senki sem látta többé.”

## Szereposztás
| Szerep                             | Színész               | Magyar hangja (1. szinkron, 1986 ) | Magyar hangja (2. szinkron, 1997 ) |
| ---------------------------------- | --------------------- | ---------------------------------- | ---------------------------------- |
| François Capella                   | Jean-Paul Belmondo    | Dózsa László                       | Sztankay István                    |
| Roch Siffredi                      | Alain Delon           | Oszter Sándor                      | Fülöp Zsigmond                     |
| Mario, Capella embere              | Mario David           | Szersén Gyula                      | (n. a.)                            |
| Simon Boccace, „apéritiv-király”   | Julien Guiomar        | Gruber Hugó                        | (n. a.)                            |
| Madame Siffredi, Roch anyja        | Laura Adani           | Schubert Éva                       | (n. a.)                            |
| Lola, Roch barátnője               | Catherine Rouvel      | Básti Juli                         | (n. a.)                            |
| Rinaldi ügyvéd                     | Michel Bouquet        | Dobránszky Zoltán                  | (n. a.)                            |
| Rinaldi felesége                   | Corinne Marchand      | Soproni Ági                        | (n. a.)                            |
| Simone Escarguel, Rinaldi húga     | Françoise Christophe  | Molnár Piroska                     | (n. a.)                            |
| Poli úr, „hentes”                  | André Bollet          | Huszár László                      | (n. a.)                            |
| Marello úr, „hentes”               | Arnoldo Foà           | Kristóf Tibor                      | (n. a.)                            |
| Ginette, Poli úr barátnője         | Nicole Calfan         | Földesi Judit                      | (n. a.)                            |
| A „Táncos”                         | Christian de Tillière | Gáspár Sándor                      | (n. a.)                            |
| Martial Roger, a maffia könyvelője | Jean Aron             | Elekes Pál                         | (n. a.)                            |
| Fanti rendőrfelügyelő              | Daniel Ivernel        | Csurka László                      | (n. a.)                            |
| Prostituált                        | Mireille Darc         | (n. a.)                            | (n. a.)                            |

## Valós háttér
Eugène Saccomano újságíró, a francia televízió sportszerkesztője 1959-ben jelentette meg Banditák Marseille-ben (Bandits à Marseille) című dokumentumkötetét, mely korabeli nyomozati és sajtóanyagokra épült. A könyv egyik fejezete két olasz származású gengszter, Paul Carbone (1894–1943) és François Spirito (1900–1967) tetteit írja le, akik az 1930-as években gátlástalan és erőszakos módon kezükbe kaparintották a marseille-i szerencsejátékot és a prostitúciót, majd a kikötő irányítását, a halászatot és kereskedelmet. Behozták a kábítószer-kereskedést. Összejátszottak a korzikai Simon Sabianival, Marseille helyettes polgármesterével, embereik szétverték a szervezett kikötőmunkások sztrájkjait. 1934-ben meggyilkolták Albert Prince (1883–1934) főtanácsost, a Stavisky-ügy vizsgálóbíróját, aki bizonyítékokat gyűjtött a legfelső körökig nyúló korrupcióról és a Carbonéval való összefonódásokról. Üzelmeiket 1940 után is folytatták, kollaborálva a német megszállókkal és a Vichy-kormánnyal. Odáig mentek, hogy a konkurens vállalkozók halászhajóit a francia hadiflotta őrhajóival tartották távol. Carbone 1943-ban egy Wehrmacht-vonaton utazva, légitámadásban vesztette életét. Spirito a háború után az Egyesült Államokba ment, és kiépítette a kábítószerkereskedők „francia kapcsolatát”. Lebukása után visszatoloncolták Franciaországba, ahol haláláig folytatta üzelmeit.
A filmet finanszírozó amerikai Paramount Pictures azt kívánta, hogy a film címe „Carbone és Spirito” legyen, a karakterek a valós gengszterek nevén szerepeljenek, és a cselekmény tartalmazza a megszállókkal való kollaborációt is. Delon producer és Deray rendező, akik a francia nézők számára vonzó gengszter-karaktereket kívántak, elzárkóztak ettől. Hosszú egyezkedés után, amelybe „az érdekelt marseille-i üzleti körök” is bekapcsolódtak, az amerikai fél elfogadta a rendező koncepcióját: a történetből kivették a kábítószer-kereskedelmet és a nácikkal való kollaborálást. A filmben Belmondo képviseli a bohém, bolondozó karaktert, Delon az elegáns, de könyörtelen úrifiút (aki azonban nagyon szereti anyukáját). A történet végére a két gengszter eltűnésére is romantikus, szentimentális megoldást választottak.

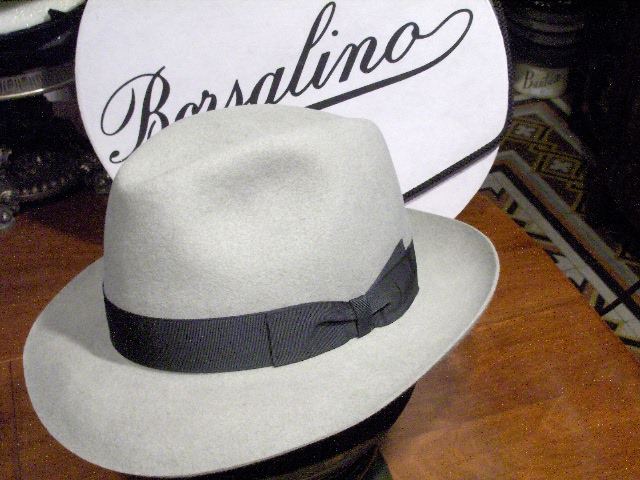
Borsalino-kalap

A forgatókönyv „megszelídítése” és a karakterek átnevezése miatt új címet kellett keresni az elvetett „Carbone és Spirito” helyett. Először a „Marseille 1930” vetődött fel. Végül maga Alain Delon javasolta a „Borsalinót”, a film elegáns szereplői által viselt híres luxus-kalap nevét.

## Érdekességek
- Bár nem szerepel a stáblistán, egy kis kámeaszerepben feltűnik Mireille Darc, aki a forgatás idején Alain Delon élettársa volt.
- Az Adel Productions filmgyárnak ez volt az első filmje, ahol Alain Delon és Jean-Paul Belmondo együtt szerepelt.
- Eugène Saccomano a „Banditák Marseille-ben” című könyvének megfilmesítési jogát fix összegért adta el a producernek, így nem részesült a film kirobbanó sikerének anyagi hasznából.
- A film hatalmas sikere presztízs-vitát robbantott ki Belmondo és vetélytársa, Delon között (aki a film producere is volt). A szerződés pontatlan megfogalmazására építve Belmondo beperelte Delont, és 1972-ben pert nyert ellene, emiatt viszonyuk megromlott. A sajtó kihasználta a két sztár rivalizálását, kiszínezve tálalta és fel is erősítette ellentétüket, és ez nagyban segítette a hírverést és növelte a nézők érdeklődését.[7] A két „macsó” később kibékült egymással, 1998-ban ismét együtt játszottak Patrice Leconte rendező Két apának mennyi a fele? című krimi-vígjátékában.
- A film – és személyesen Delon – reklámozására kihasználták az 1970-ben még folyamatban lévő „Marković-ügyet” is: Alain Delon szerb testőrét, Stevan Markovićot(wd) 1968-ban meggyilkolva találták. A nyomozás kimutatta, hogy a testőr magas rangú személyek zsarolásával (is) foglalkozott. Delonra rávetült a bűnrészesség árnyéka. 1975-re bizonyítékok hiányában az eljárásokat lezárták. Az ügy (hivatalosan) máig megoldatlan.
- Rocco Siffredi olasz pornószínész a művésznevét Roch Siffredi karakterének nevéből kölcsönözte.[8]

## További információ
- Borsalino a PORT.hu-n (magyarul)
- Borsalino az Internetes Szinkronadatbázisban (magyarul)
- Borsalino az Internet Movie Database-ben (angolul)
- Borsalino a Rotten Tomatoeson (angolul)
- Borsalino a Box Office Mojón (angolul)
- Borsalino (francia nyelven). AlloCiné (allociné.fr)
- Borsalino (1970) (magyar nyelven). TMDB (The MovieWeb Adatbázis)
- Borsalino (1970) (angol nyelven). Collections Search British Film Institute (BFI.org). (Hozzáférés: 2023. október 24.)